# Celrá
Celrá (en catalán y oficialmente Celrà) es un municipio español de la provincia de Gerona, en la comunidad autónoma de Cataluña. Ubicado en la comarca del Gironés, en la margen derecha del río Ter, tiene una población de 5561 habitantes (INE 2024).

## Toponimia
El nombre de la población ha tenido diferentes variantes, del Celerano del año 922, el Salrà de los siglos XVII al XIX, hasta el Celrá actual. El símbolo de la población es un sol, sin conocer con exactitud su relación con el nombre del municipio. No obstante, desde el siglo XVII hasta la actualidad, el sol ha figurado en los documentos oficiales del Ayuntamiento. En la fachada de la iglesia, acabada el 1803, figura esculpido dicho astro.

## Geografía
El municipio de Celrá está situado al nordeste de la comarca del Gironés. Está situado al noreste de la ciudad de Gerona, junto al curso del río Ter, con el que limita por el norte. Al sur y al oeste lo hace con Gerona y por el este con los municipios de Bordils y Juyá. Se distinguen dos zonas: una de montañosa, al sur y dentro del macizo de les Gavarres, con el punto más alto en el Puig d’en Batet (420 m) y otra de llana (Pla de Celrà) formada por los aluviones del río Ter y de sus afluentes. El Ter recibe aguas de los arroyos de Palagret (que recoge las aguas de los torrentes de Goda, Infern, Bou Vell y Mavalls), Vermell, Palahines, Llop, Valltorta y Farreres.
Al igual que otras poblaciones de la comarca, goza de un clima templado, con unos inviernos no excesivamente fríos y con veranos secos y calurosos. La pluviosidad anual ronda los 500–600 mm, y se concentra en los meses de mayo, octubre y noviembre.

## Historia
Se han encontrado restos de la civilización ibérica y romana en diferentes puntos del municipio. Durante el proceso de feudalización, se distinguen tres dominios señoriales: el castillo de Celrá, el de Barbavella y el de Palagret. Cada uno de ellos estableció en su jurisdicción familias para trabajar las tierras, las cuales, en contrapartida estaban obligadas a pagar censos y otras prestaciones a su señor. De la documentación de la época encontramos la existencia de diferentes molinos harineros hidráulicos, que aprovechaban las aguas del río Ter y de sus afluentes.
El municipio tuvo un lugar destacado durante la Guerra de los Remensas, al producirse en Celrá la primera reunión de Remensas el 13 de octubre de 1448, en el cementerio municipal. Durante la Guerra Civil Catalana (1462-1472), el pueblo fue expugnado y tomado al asalto el 20 de agosto de 1462.
A principios del siglo XIX, a causa de su proximidad con la ciudad de Gerona, sufre las consecuencias de la invasión napoleónica. Fue ocupado por las tropas francesas en dos ocasiones. Muchos celranenses acudieron en defensa de la capital, donde 23 perdieron la vida. A mediados del siglo XIX, el lugar tenía contabilizada una población de 660 habitantes. Aparece descrito en el decimotercer volumen del Diccionario geográfico-estadístico-histórico de España y sus posesiones de Ultramar de Pascual Madoz de la siguiente manera:

SALRA ó CELRÁ: l. cab. de ayunt. que forma con Campdurá en la prov., part. jud. y díóc. de Gerona (1 1/2 leg.), aud. terr. y c. g. de Barcelona. sit. en llano al pie de una loma, en la márg. der. del r. Ter, con buena ventilacion y clima templado y sano; las enfermedades comunes son fiebres intermitentes. Tiene 300 casas; escuela de instruccion primaria; una igl. parr. (San Felix) servida por un cura de ingreso, de provision real y del cabildo de la santa igl. catedral. El térm. confina: N. Mediñá mediante el Ter; E. Bordils; S. Campdurá, y O. San Julian de Ramis. El terreno participa de monte y llano; tiene poco arbolado, canteras de jaspe ordinario que no se esplotan, y alguna parte de regadío con las aguas del citado r.; le cruzan varios caminos locales de herradura, y la carretera provincial de Gerona á La Bisbal. prod.: trigo, maiz, legumbres y vino; cria algun ganado y caza de diferentes especies. pobl.: 240 vec., 660 alm. cap. prod.: 9.854,800 rs. imp.: 246,370.
(Madoz, 1849, pp. 706-707)

La guerra civil española (1936-1939) dejó su huella con la construcción de un aeródromo militar, que durante los años que estuvo en funcionamiento se convirtió en un importante objetivo militar, motivo por el que sufrió diez bombardeos, con las consiguientes pérdidas en vidas humanas.
El 21 de diciembre de 1976 el Ayuntamiento sufrió un incendio provocado con líquido inflamable, que provocó la destrucción de parte de su documentación histórica.

## Demografía
Celrá cuenta con una población de 5561 habitantes (INE 2024).
| Gráfica de evolución demográfica de Celrá entre 1842 y 2021 |
| |
| Población de derecho según los censos de población del INE Población de hecho según los censos de población del INEEn 1857 crece el término del municipio porque incorpora a Campdurà |

Las primeras cifras poblacionales las encontramos en un censo del 1359, que le atribuía una población de 400 habitantes. Durante los tres siglos siguientes, se mantuvo estable, hasta llegar al censo de Floridablanca de 1787 que le atribuye 844 habitantes. En 1857 el municipio de Campdurà se integra a Celrà Con la implantación de nuevas empresas en el polígono industrial, se produce un aumento, que desde el año 2007 supera los 4000 habitantes.

## Patrimonio

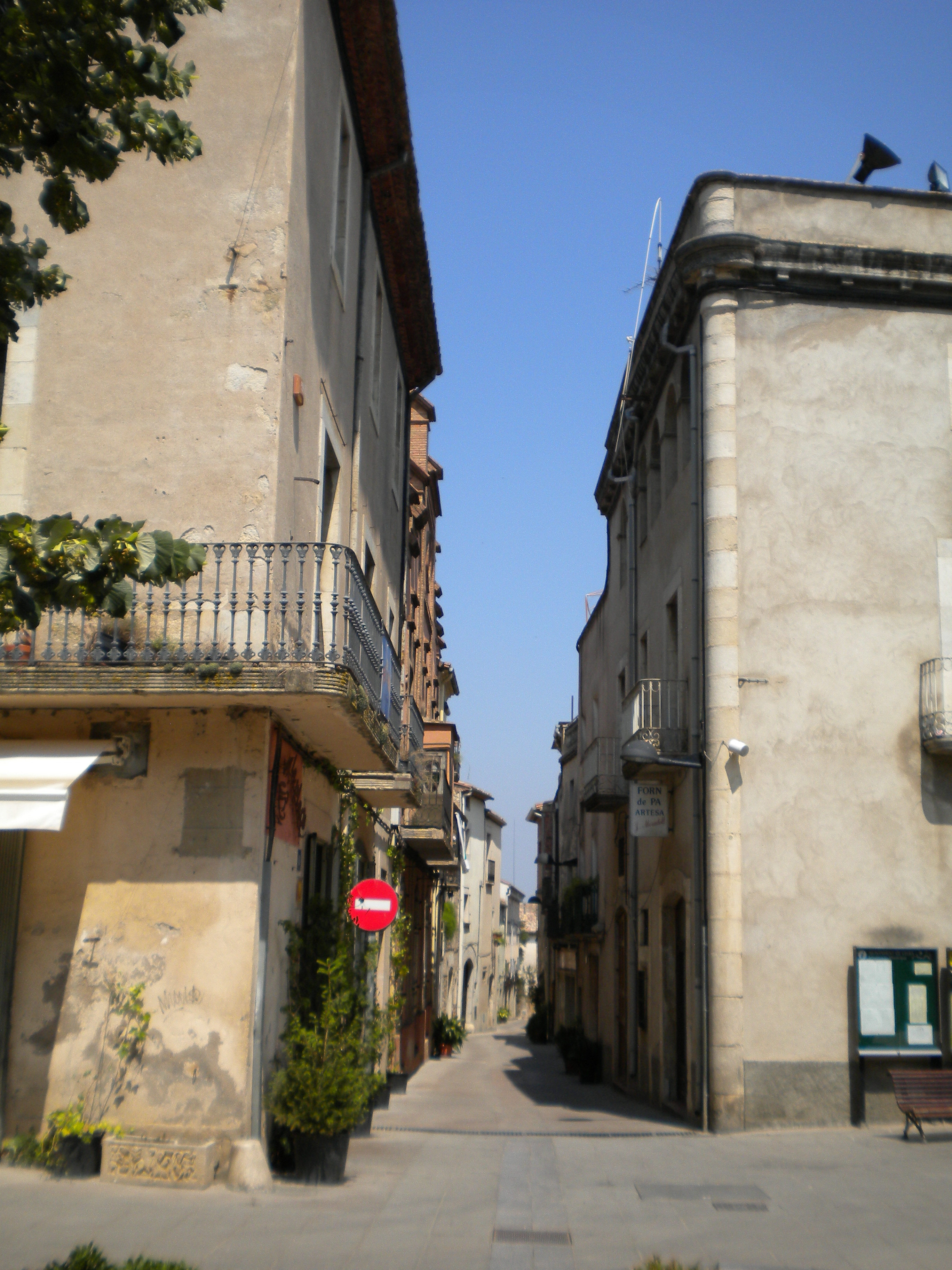
Calle Mayor de Celrá.

- Castillo de Barbavella. Sólo quedan unas ruinas en lo alto de una colina. Hay referencias suyas del siglo XI.
- Castillo de Celrá. La fortificación que recibió en un principio el nombre del pueblo, ha sido conocida históricamente con el nombre de las familias que han adquirido la propiedad a lo largo de los siglos: Aguiló, Escala, Foixà y Serra. El edificio, del que se tienen noticias de los siglos X y XI, ha sufrido profundas renovaciones, y en la actualidad comprende una torre circular dentro de un recinto cuadrangular.
- Castillo de Palagret. Hasta hace poco las ruinas estaban ocultas por abundante maleza. Pero desde la adquisición de los terrenos por parte del Ayuntamiento, se encuentra en fase de excavación y restauración. Data del siglo X-XI, de planta cuadrangular, con un foso que lo rodea. Con las recientes excavaciones se han puesto al descubierto diferentes estancias del recinto.
- La Torre Desvern. Esbelta torre del siglo XII con restos de estilos arquitectónicos románico y gótico.
- Ermita de Sant Miquel del Castellar. En la cima del Puig Castellar, en la actualidad término municipal de Gerona, pero hasta el año 1974 municipio de Celrá, quedan los restos de una ermita, popularmente conocida como castillo de Sant Miquel. La ermita, dedicada a Santa María y San Miguel, fue fundada a mediados del siglo XV. Habitada per ermitaños, fue destruida durante la Guerra de la Independencia.
- Iglesia. La noticia documentada más antigua se tiene en el siglo XI. De esta época solamente quedan los restos del antiguo campanario y la pila bautismal. El actual edificio es de estilo renacentista con planta de cruz latina y cúpula semiesférica en el crucero. El año 1803 se terminan las obras de la fachada, pero el campanario no se concluyó hasta el año 1853.

## Desarrollo económico
La población, ha conocido a lo largo de los últimos siglos diferentes industrias que han contribuido a su desarrollo económico. Las más importantes han sido:
- Hornos de cal viva y ladrillerías. Hasta mediados del siglo XX, la cal viva fue un material muy utilizado en la construcción. Su uso fundamental era la de unir materiales, revocar y encalar paredes. Actualmente quedan los restos de cuatro hornos de cal viva. Los materiales de construcción, ladrillos y tejas, se fabricaban en seis ladrillerías, de las que actualmente sólo queda la chimenea de una de ellas.
- Acequia Vinyals. Importante canal de regadío, que aprovechaba las aguas del río Ter y que sirvió para mejorar el rendimiento de las cosechas al introducir un regadío controlado. Empezó a funcionar a principios del siglo XIX. En la actualidad el caudal de agua concedido es de 3 m³/s y riega 190 ha.
- Fábrica Pagans. Dedicada a la producción de productos químicos y extractos tánicos para el curtido de pieles. Se funda en 1902 y mantuvo su producción durante cien años. Actualmente, sus instalaciones, de arquitectura modernista, se utilizan como dependencias municipales.
- Minas. En 1892 se registran y explotan dos minas para la extracción de mineral de hierro, actividad que se prolongó hasta el año 1918, en que se cierran definitivamente.
- Ferrocarril. La llegada del ferrocarril en 1877 favoreció notablemente las comunicaciones de la población y la llegada de productos para las industrias locales. Asimismo, en 1921 se inaugura otra estación de un ferrocarril de vía estrecha que comunicaba Gerona con Palamós y que se clausura definitivamente en 1956.
- Polígono industrial. La creación, a inicios de la década de 1970, de un polígono industrial, significó el resurgir de la actividad industrial que había quedado mermada con el cierre de la fábrica Pagans. Desde 1975, en que se instala la primera empresa, más de 60 se han establecido en él, convirtiéndolo en uno de los más importantes de las comarcas gerundenses.

## Deportes
Existen cuatro entidades que fomentan la práctica deportiva: El Centre Excursionista Celrà, el Club Esportiu Joventut Celrà (baloncesto), el Club de Patinatge l’Aulet y la Unió Cultural i Esportiva Celrà (fútbol).

## Hermanamiento
Celrá está hermanada con Alénya, pequeña localidad francesa situada en el departamento de los Pirineos Orientales.